# Claire Weinstein
Claire Weinstein (White Plains, 1º marzo 2007) è una nuotatrice statunitense.

## Carriera
Specialista dello stile libero, ha vinto la medaglia d'oro nella staffetta 4x200m stile libero ai mondiali 2022 ed ai mondiali in vasca corta del 2024, competizioni disputatesi entrambe a Budapest. Alle Olimpiadi di Parigi 2024 conquista la medaglia d'argento nella medesima specialità.

## Palmarès
- Giochi olimpici

Parigi 2024: argento nella 4x200m sl.
- Mondiali

Budapest 2022: oro nella 4x200m sl.
Singapore 2025: argento nella 4x200m sl, bronzo nei 200m sl.
- Mondiali in vasca corta:

Budapest 2024: oro nella 4x200m sl, bronzo nei 200m sl.